# Cosio Valtellino
Cosio Valtellino är en kommun i provinsen Sondrio i regionen Lombardiet i Italien. Kommunen hade 5 498 invånare (2018).